# Før
"Før" er også et dansk ord. For det ord, se før på Wikiordbogen.
Før (tysk: Föhr; nordfrisisk: Feer) er en af de nordfrisiske øer i Sydslesvig. Naboøer er Sild i nord, Amrum i vest og halligen Langenæs i syd. Før har ca. 8.600 indbyggere fordelt i 16 landsbyer, heraf cirka 4.200 i hovedbyen Vyk. Øen bliver også kaldt "den grønne ø".

## Geografi
Før er cirka 12 km lang og 6,8 km bred. Øen er med et areal på mere end 80 km² den næststørste nordfrisiske vadehavsø. Det med 13,2 meter højeste punkt på øen ligger lidt syd for landsbyen Øvenum.
En del af øen mod syd består af sandblandet gestjord, der går over til lidt hede. Den nordlige del af øen er marskjord, som først blev inddiget i midten af 1900-tallet (→Før Marskkog). Der er kun få skov på øen. Ustrakte klitlandskaber eller større skoveområder som på naboøen Amrum findes her ikke. Landsbyerne er typisk beliggende på det sydlige gestland, mest på den nordlige rand af dette ud imod marsken. Mellem Yttersum og Vyk findes en 15 km sammenhængende sandstrand. Vaderne omkring øen hedder Lindsand (nordvest for øen), Førs Skulder (nord for øen) og Nordmandsgrund med Goting Rev (syd for øen). Syd for Nordmandsgrund strækker sig farvandet Nørreå.
Der er færgeforbindelse mellem Vyk og Dagebøl, der betjenes af Wyker Dampfschiffs-Reederei. Vest for Vyk findes en lille flyveplads.
De 12 kommuner på øen er:
- Alkersum (frisisk Aalkersem)
- Borgsum (frisisk Borigsem)
- Dunsum (frisisk Dunsem)
- Midlum (frisisk Madlem)
- Niblum (tysk Nieblum, frisisk Njiblem) med Goting (frisisk Guating)
- Oldsum (frisisk Olersem) med Toftum og Klintum (frisisk Taftem, Klantem)
- Syderende (tysk Süderende, frisisk Söleraanj)
- Yttersum (tysk Utersum, frisisk Ödersem) med Hedehusum
- Vitsum (tysk Witsum, frisisk Wiisem)
- Vriksum (tysk Wrixum, frisisk Wraksem)
- Vyk (tysk Wyk) med Boldiksum (tysk Boldixum, frisisk Bualigsem)
- Øvenum (tysk Oevenum, frisisk Ööwnem)

## Historie
Øen består af to næsten lige store herreder, Vesterlandet og Østerlandet. Vesterlandet var indtil 1864 en kongerigsk enklave og hørte under Ribe Stift. Østerlandet hørte til Hertugdømmet Slesvig. Forskellen viser sig endnu i dag, hvor indbyggerne i Vesterlandet taler fortsat frisisk, mens de i Østerlandet næsten fuldt ud gik over til (plat)tysk. Under den dansk-tyske krig i 1864 blev øen besat af østrigske tropper. Ved folkeafstemningen 1920 var der endnu dansk sympati på Vesterlandet, tre små kommuner udgjorde endda de eneste områder i zone II (syd for den nuværende grænse) med dansk flertal.
I 1700-tallet engagerede mændene på Før sig med stor succes i hvalfangst og søfart. De drog til søs på enten danske, tyske eller hollandske skibe. Mange af dem blev styrmænd eller kommandører. Mange frisergårde og kommandørgårde i øens landsbyer vidner om denne tid. I 1800-tallet udvandrede mange føringer til Amerika.
I 1819 blev det første kurbad bygget i Vyk. Byen hører i dag til de ti vigtigste centre for den slesvig-holstenske turisme. I 1840'erne havde den danske kong Christian 8. sin sommerresidens i Vyk på Før. Også H.C. Andersen tilbragte sensommeren 1844 på øen. Hans roman De to baronesser, udgivet 4 år senere, fik afgørende inspiration fra hans ophold, hvor han boede midt i Vyk i Große Straße 11, hvor avisen Der Inselbote nu holder til. To mindetavler ved huset minder om H.C. Andersens besøg. Han sagde om vandet i Wyk, at det var det mest enestående vand, han nogensinde havde badet i.
I 1825 var vandstanden under stormfloden 5,33 meter over normalen, og på Før druknede 74 mennesker. Der var brud på diget ved Højer, med omfattende skader ned til Rudbøl. Efter stormfloden rejste Frederik 6. ud til de hærgede øer for at opmuntre befolkningen. På Før står der også en mindesten om hans besøg med indskrift på dansk:
Stenen bevarer hans navn,
hjerterne hans minde.
Ved landsbyen Borgsum findes Lembeksborg. Denne ringvold fra vikingetiden har en diameter på næsten 100 m. Megalitgraven Sunberig vest for Yttersum vidner om, at der har boet mennesker på Før allerede i stenalderen.

## Sprog
Cirka 2.000 føringer taler nordfrisisk, især på Vesterland-Før, hvorimod plattysk er fremherskende i Østerlandet. Den nordfrisiske dialekt på øen kaldes "fering", og har små dialektforskelle mellem Øster- og Vesterlandet. Førs hjemstavnsforening Fering Ferian støtter opretholdelsen af øens frisiske dialekt. Øens nationalsang er Leew Eilun Feer (frisisk for Kære ø Før). Og også øens gymnasium bærer et frisisk navn (Eilun Feer Skuul). I hovedbyen Vyk findes derudover danske foreninger og en dansk skole (Vyk Danske Skole).

## Kultur og seværdigheder
På øen findes der to museer. Det kulturhistoriske Frisermuseum findes i hovedbyen Vyk. Det nye kunstmuseum, Museum Kunst der Westküste, er beliggende i Alkersum i øens midtland.
Der er tre middelalderlige kirker på øen. Førs største kirke er Skt. Johanni Kirken i Niblum. Kirken har før været den største landsbykirke i Danmark. På øens kirkegårde afspejler de søfarendes gravstene både den materielle velstand, som søfarten indbragte kaptajnerne, men også den risiko, der var forbundet med erhvervet, fx skibbrud. Mange af stenene er talende gravsten.
Faste traditioner på øen er blandt andet boßeln (kuglespil) om vinteren, biikebrænding i februar, æggekast ved påske, ringridning om sommeren og rummelpot nytårsaften, som på øen kaldes ütj to kenknen. Ved æggekast blev kastet indledt med ordene Eike Poleike, kom sikkert ned igen (på før-frisisk: Eike Poleike, kom hial weder deel). Ved juletider opstiller mange øboer et kenkenbuum, som er den nordfrisiske variant af juletræet. Et velkendt føringer-sagn handler om underjordiske (på førfrisisk Oterbaankin).
Hualewjonken (på dansk i halvmørket) er en traditionel sammenkomst af en gruppe konfirmerede og ugifte unge mænd under 30 år i vinterhalvåret. Traditionen har rødder i hvalfangstperioden, hvor øens ugifte mænd i vintermånederne kom sammen for at udveksle erfaringer og oplevelser fra de store hvalfangstekspeditioner.

### Før-dragt
Beboerne på øen, især kvinderne, bruger stadig folkedragt ved festlige lejligheder, en mørk dragt med store hvide forklæder og et kostbart sølvbrystsmykke. Det er en tradition, at unge frisiske kvinder på øen får deres egen dragt med tilhørende smykker, når de skal konfirmeres, og mange bliver gift i den. I sin nuværende form er den en festdragt, men dragten blev brugt både som hverdags- og festdagsdragt. På Frisermuseet er der udstillet flere førdragter.

## Galleri
- Friserhus i Niblum.
- Solopgang ved Niblum.
- Strand ved Niblum med strandkurve.
- Mindesmærke for kong Frederik 6. ved Boldiksumsti.
- Talende gravsten på Syderende kirkegård.